# Lista över fornlämningar i Strängnäs kommun (Helgarö)
Lista över fornlämningar i Strängnäs kommun (Helgarö) är en förteckning av ett urval av de fornlämningar som finns i Helgarö i Strängnäs kommun.
| Namn                         | Lämningstyp         | Tillkomsttid | Historisk indelning   | Plats    | Läge                 | ID-nr          | Bild                                      |
| ---------------------------- | ------------------- | ------------ | --------------------- | -------- | -------------------- | -------------- | ----------------------------------------- |
| Helgarö 1:1                  | Gravfält            |              | Helgarö, Södermanland |          | 59.421898, 16.831916 | 10033000010001 | Ladda upp en bild av detta fornminne      |
| Helgarö 2:1                  | Gravfält            |              | Helgarö, Södermanland |          | 59.419877, 16.835026 | 10033000020001 | Ladda upp en bild av detta fornminne      |
| Helgarö 3:1                  | Gravfält            |              | Helgarö, Södermanland |          | 59.419524, 16.832269 | 10033000030001 | Ladda upp en bild av detta fornminne      |
| Helgarö 5:1                  | Stensättning        |              | Helgarö, Södermanland |          | 59.421709, 16.828792 | 10033000050001 | Ladda upp en bild av detta fornminne      |
| Helgarö 6:1                  | Stensättning        |              | Helgarö, Södermanland |          | 59.414155, 16.831171 | 10033000060001 | Ladda upp en bild av detta fornminne      |
| Helgarö 7:1                  | Gravfält            |              | Helgarö, Södermanland |          | 59.416948, 16.827436 | 10033000070001 | Ladda upp en bild av detta fornminne      |
| Helgarö 8:1                  | Gravfält            |              | Helgarö, Södermanland |          | 59.418939, 16.826933 | 10033000080001 | Ladda upp en bild av detta fornminne      |
| Helgarö 11:1                 | Stensättning        |              | Helgarö, Södermanland |          | 59.465636, 16.708650 | 10033000110001 | Ladda upp en bild av detta fornminne      |
| Helgarö 12:1                 | Gravfält            |              | Helgarö, Södermanland |          | 59.465180, 16.716712 | 10033000120001 | Ladda upp en bild av detta fornminne      |
| Helgarö 13:1                 | Stensättning        |              | Helgarö, Södermanland |          | 59.464826, 16.718113 | 10033000130001 | Ladda upp en bild av detta fornminne      |
| Helgarö 14:1                 | Gravfält            |              | Helgarö, Södermanland |          | 59.463547, 16.727702 | 10033000140001 | Ladda upp en bild av detta fornminne      |
| Helgarö 15:1                 | Hög                 |              | Helgarö, Södermanland |          | 59.455222, 16.735836 | 10033000150001 | Ladda upp en bild av detta fornminne      |
| Helgarö 15:2                 | Hög                 |              | Helgarö, Södermanland |          | 59.455123, 16.736087 | 10033000150002 | Ladda upp en bild av detta fornminne      |
| Helgarö 15:3                 | Stensättning        |              | Helgarö, Södermanland |          | 59.455064, 16.736435 | 10033000150003 | Ladda upp en bild av detta fornminne      |
| Helgarö 19:1                 | Stensättning        |              | Helgarö, Södermanland |          | 59.429281, 16.823661 | 10033000190001 | Ladda upp en bild av detta fornminne      |
| Helgarö 20:1                 | Stensättning        |              | Helgarö, Södermanland |          | 59.435398, 16.819257 | 10033000200001 | Ladda upp en bild av detta fornminne      |
| Helgarö 21:1                 | Stensättning        |              | Helgarö, Södermanland |          | 59.435840, 16.817317 | 10033000210001 | Ladda upp en bild av detta fornminne      |
| Helgarö 21:2                 | Stensättning        |              | Helgarö, Södermanland |          | 59.435790, 16.817549 | 10033000210002 | Ladda upp en bild av detta fornminne      |
| Helgarö 21:3                 | Stensättning        |              | Helgarö, Södermanland |          | 59.435850, 16.817046 | 10033000210003 | Ladda upp en bild av detta fornminne      |
| Helgarö 21:4                 | Stensättning        |              | Helgarö, Södermanland |          | 59.435862, 16.816835 | 10033000210004 | Ladda upp en bild av detta fornminne      |
| Helgarö 22:1                 | Gravfält            |              | Helgarö, Södermanland |          | 59.439681, 16.816887 | 10033000220001 | Ladda upp en bild av detta fornminne      |
| Helgarö 23:1                 | Röse                |              | Helgarö, Södermanland |          | 59.444483, 16.813947 | 10033000230001 | Ladda upp en bild av detta fornminne      |
| Helgarö 24:1                 | Gravfält            |              | Helgarö, Södermanland |          | 59.442866, 16.834906 | 10033000240001 | Ladda upp en bild av detta fornminne      |
| Helgarö 25:1                 | Röse                |              | Helgarö, Södermanland |          | 59.441556, 16.835395 | 10033000250001 | Ladda upp en bild av detta fornminne      |
| Helgarö 26:1                 | Gravfält            |              | Helgarö, Södermanland |          | 59.446384, 16.825528 | 10033000260001 | Ladda upp en bild av detta fornminne      |
| Helgarö 27:1                 | Stensättning        |              | Helgarö, Södermanland |          | 59.446095, 16.824746 | 10033000270001 | Ladda upp en bild av detta fornminne      |
| Helgarö 27:2                 | Stensättning        |              | Helgarö, Södermanland |          | 59.445949, 16.824860 | 10033000270002 | Ladda upp en bild av detta fornminne      |
| Helgarö 28:1                 | Stensättning        |              | Helgarö, Södermanland |          | 59.444872, 16.830206 | 10033000280001 | Ladda upp en bild av detta fornminne      |
| Helgarö 29:1                 | Gravfält            |              | Helgarö, Södermanland |          | 59.448876, 16.826759 | 10033000290001 | Ladda upp en bild av detta fornminne      |
| Sö ATA6491/60 (Helgarö 29:2) | Runristning         |              | Helgarö, Södermanland | Rällinge | 59.448926, 16.826344 | 10033000290002 | Ladda upp en till bild av detta fornminne |
| Helgarö 31:1                 | Röse                |              | Helgarö, Södermanland |          | 59.451294, 16.825772 | 10033000310001 | Ladda upp en bild av detta fornminne      |
| Rällinge borg (Helgarö 32:1) | Fornborg            |              | Helgarö, Södermanland |          | 59.458153, 16.815520 | 10033000320001 | Ladda upp en bild av detta fornminne      |
| Helgarö 33:1                 | Hög                 |              | Helgarö, Södermanland |          | 59.447310, 16.810238 | 10033000330001 | Ladda upp en bild av detta fornminne      |
| Helgarö 33:2                 | Stensättning        |              | Helgarö, Södermanland |          | 59.447450, 16.809979 | 10033000330002 | Ladda upp en bild av detta fornminne      |
| Helgarö 33:3                 | Stensättning        |              | Helgarö, Södermanland |          | 59.447157, 16.809773 | 10033000330003 | Ladda upp en bild av detta fornminne      |
| Helgarö 34:1                 | Hög                 |              | Helgarö, Södermanland |          | 59.458866, 16.795518 | 10033000340001 | Ladda upp en bild av detta fornminne      |
| Helgarö 34:2                 | Hög                 |              | Helgarö, Södermanland |          | 59.458907, 16.795670 | 10033000340002 | Ladda upp en bild av detta fornminne      |
| Helgarö 37:1                 | Gravfält            |              | Helgarö, Södermanland |          | 59.446248, 16.804430 | 10033000370001 | Ladda upp en bild av detta fornminne      |
| Helgarö 38:1                 | Stensättning        |              | Helgarö, Södermanland |          | 59.445147, 16.797790 | 10033000380001 | Ladda upp en bild av detta fornminne      |
| Helgarö 38:2                 | Stensättning        |              | Helgarö, Södermanland |          | 59.445034, 16.797521 | 10033000380002 | Ladda upp en bild av detta fornminne      |
| Helgarö 38:3                 | Stensättning        |              | Helgarö, Södermanland |          | 59.444958, 16.797767 | 10033000380003 | Ladda upp en bild av detta fornminne      |
| Helgarö 39:1                 | Stensättning        |              | Helgarö, Södermanland |          | 59.442903, 16.796975 | 10033000390001 | Ladda upp en bild av detta fornminne      |
| Helgarö 41:1                 | Röse                |              | Helgarö, Södermanland |          | 59.440430, 16.799034 | 10033000410001 | Ladda upp en bild av detta fornminne      |
| Helgarö borg (Helgarö 42:1)  | Fornborg            |              | Helgarö, Södermanland |          | 59.439926, 16.804276 | 10033000420001 | Ladda upp en bild av detta fornminne      |
| Helgarö 43:1                 | Stensättning        |              | Helgarö, Södermanland |          | 59.432394, 16.814407 | 10033000430001 | Ladda upp en bild av detta fornminne      |
| Helgarö 46:1                 | Gravfält            |              | Helgarö, Södermanland |          | 59.431161, 16.800720 | 10033000460001 | Ladda upp en bild av detta fornminne      |
| Helgarö 47:1                 | Röse                |              | Helgarö, Södermanland |          | 59.439286, 16.786976 | 10033000470001 | Ladda upp en bild av detta fornminne      |
| Helgarö 47:2                 | Röse                |              | Helgarö, Södermanland |          | 59.439067, 16.787071 | 10033000470002 | Ladda upp en bild av detta fornminne      |
| Helgarö 48:1                 | Stensättning        |              | Helgarö, Södermanland |          | 59.440711, 16.787411 | 10033000480001 | Ladda upp en bild av detta fornminne      |
| Helgarö 49:1                 | Gravfält            |              | Helgarö, Södermanland |          | 59.442287, 16.786334 | 10033000490001 | Ladda upp en bild av detta fornminne      |
| Helgarö 50:1                 | Gravfält            |              | Helgarö, Södermanland |          | 59.442838, 16.785075 | 10033000500001 | Ladda upp en bild av detta fornminne      |
| Helgarö 51:1                 | Gravfält            |              | Helgarö, Södermanland |          | 59.442960, 16.786221 | 10033000510001 | Ladda upp en bild av detta fornminne      |
| Sö 324 (Helgarö 52:1)        | Runristning         |              | Helgarö, Södermanland | Åsby     | 59.443325, 16.784572 | 10033000520001 | Ladda upp en till bild av detta fornminne |
| Helgarö 53:1                 | Stensättning        |              | Helgarö, Södermanland |          | 59.447582, 16.784801 | 10033000530001 | Ladda upp en bild av detta fornminne      |
| Helgarö 54:1                 | Röse                |              | Helgarö, Södermanland |          | 59.448363, 16.785552 | 10033000540001 | Ladda upp en bild av detta fornminne      |
| Helgarö 54:2                 | Röse                |              | Helgarö, Södermanland |          | 59.448165, 16.785326 | 10033000540002 | Ladda upp en bild av detta fornminne      |
| Helgarö 54:3                 | Stensättning        |              | Helgarö, Södermanland |          | 59.448564, 16.785492 | 10033000540003 | Ladda upp en bild av detta fornminne      |
| Helgarö 54:4                 | Stensättning        |              | Helgarö, Södermanland |          | 59.448680, 16.785568 | 10033000540004 | Ladda upp en bild av detta fornminne      |
| Helgarö 55:1                 | Gravfält            |              | Helgarö, Södermanland |          | 59.447399, 16.786424 | 10033000550001 | Ladda upp en bild av detta fornminne      |
| Helgarö 56:1                 | Röse                |              | Helgarö, Södermanland |          | 59.448444, 16.786343 | 10033000560001 | Ladda upp en bild av detta fornminne      |
| Helgarö 57:1                 | Stensättning        |              | Helgarö, Södermanland |          | 59.448927, 16.786923 | 10033000570001 | Ladda upp en bild av detta fornminne      |
| Helgarö 58:1                 | Stensättning        |              | Helgarö, Södermanland |          | 59.454223, 16.783531 | 10033000580001 | Ladda upp en bild av detta fornminne      |
| Helgarö 58:2                 | Stensättning        |              | Helgarö, Södermanland |          | 59.454268, 16.783695 | 10033000580002 | Ladda upp en bild av detta fornminne      |
| Helgarö 59:1                 | Stensättning        |              | Helgarö, Södermanland |          | 59.455019, 16.762477 | 10033000590001 | Ladda upp en bild av detta fornminne      |
| Helgarö 61:1                 | Gravfält            |              | Helgarö, Södermanland |          | 59.455344, 16.758720 | 10033000610001 | Ladda upp en bild av detta fornminne      |
| Helgarö 62:1                 | Gravfält            |              | Helgarö, Södermanland |          | 59.456095, 16.755625 | 10033000620001 | Ladda upp en bild av detta fornminne      |
| Helgarö 63:1                 | Gravfält            |              | Helgarö, Södermanland |          | 59.455058, 16.752843 | 10033000630001 | Ladda upp en bild av detta fornminne      |
| Helgarö 66:1                 | Stensättning        |              | Helgarö, Södermanland |          | 59.454588, 16.737802 | 10033000660001 | Ladda upp en bild av detta fornminne      |
| Helgarö 70:1                 | Gravfält            |              | Helgarö, Södermanland |          | 59.432345, 16.803719 | 10033000700001 | Ladda upp en bild av detta fornminne      |
| Helgarö 70:2                 | Gravfält            |              | Helgarö, Södermanland |          | 59.432026, 16.804542 | 10033000700002 | Ladda upp en bild av detta fornminne      |
| Helgarö 73                   | Stensättning        |              | Helgarö, Södermanland |          | 59.440876, 16.787359 | 12000000018002 | Ladda upp en bild av detta fornminne      |
| Helgarö 82                   | Lägenhetsbebyggelse |              | Helgarö, Södermanland |          | 59.437886, 16.819904 | 12000000023317 | Ladda upp en bild av detta fornminne      |
| Lövås (Helgarö 98)           | Lägenhetsbebyggelse |              | Helgarö, Södermanland |          | 59.454851, 16.771446 | 12000000023425 | Ladda upp en bild av detta fornminne      |
| Stora Löth (Helgarö 100)     | Lägenhetsbebyggelse |              | Helgarö, Södermanland |          | 59.447670, 16.767641 | 12000000023427 | Ladda upp en bild av detta fornminne      |
| Helgarö 102                  | Stensättning        |              | Helgarö, Södermanland |          | 59.453391, 16.753081 | 12000000023429 | Ladda upp en bild av detta fornminne      |
| Lilla Löth (Helgarö 104)     | Lägenhetsbebyggelse |              | Helgarö, Södermanland |          | 59.448372, 16.770363 | 12000000023431 | Ladda upp en bild av detta fornminne      |
| Helgarö 110                  | Gravfält            |              | Helgarö, Södermanland |          | 59.420599, 16.831614 | 12000000023437 | Ladda upp en bild av detta fornminne      |
| Helgarö 112                  | Röse                |              | Helgarö, Södermanland |          | 59.424280, 16.823179 | 12000000023449 | Ladda upp en bild av detta fornminne      |
| Helgarö 114                  | Stensättning        |              | Helgarö, Södermanland |          | 59.462540, 16.777452 | 12000000023453 | Ladda upp en bild av detta fornminne      |
| Helgarö 115                  | Lägenhetsbebyggelse |              | Helgarö, Södermanland |          | 59.451083, 16.826739 | 12000000023454 | Ladda upp en bild av detta fornminne      |
| Helgarö 118                  | Stensättning        |              | Helgarö, Södermanland |          | 59.462594, 16.777458 | 12000000023457 | Ladda upp en bild av detta fornminne      |
| Sö ATA6294/59 (Helgarö 124)  | Runristning         |              | Helgarö, Södermanland | Rällinge | 59.449005, 16.826649 | 12000000024074 | Ladda upp en till bild av detta fornminne |
| Helgarö 131                  | Stensättning        |              | Helgarö, Södermanland |          | 59.454559, 16.737786 | 12000000024081 | Ladda upp en bild av detta fornminne      |
| Helgarö 136                  | Stensättning        |              | Helgarö, Södermanland |          | 59.462438, 16.775734 | 12000000024086 | Ladda upp en bild av detta fornminne      |
| Helgarö 137                  | Stensättning        |              | Helgarö, Södermanland |          | 59.443952, 16.785445 | 12000000024087 | Ladda upp en bild av detta fornminne      |